# Дорохова Поліна Михайлівна
Поліна (Палажка) Михайлівна Дорохова (нар. 21 березня 1938, Охтирка, Українська СРСР, нині Сумської області) — українська оперна співачка, народна артистка Казахстану, заслужений працівник культури України, доцент Казахстанської національної академії мистецтв імені Т. К. Жургенова.

## Біографія
Народилася 21 березня 1938 року в місті Охтирка (нині Сумської області).
Батько пішов на фронт у перші дні німецько-радянської війни, а на руках 34-річної матері залишилося п'ять доньок. У 1943 році було отримано повідомлення про загибель батька.
Після закінчення школи, Поліна Михайлівна вступила до педагогічного училища, в якому навчалася її сестра Віра. У 1956 році була відрахована з педагогічного училища. У 1957 році Поліна Михайлівна надходить у Луцький педагогічний інститут.
У 1958 році вступила до Харківського інституту мистецтв, який закінчила з відзнакою.
У 1977 році її ученицею стала Роза Римбаєва. Саме завдяки Поліні Михайлівні, Роза набуває таку популярність[джерело?].
До розпаду СРСР Поліні Михайлівні пропонують ще роботу на Україні, але вона відмовляється.
У 1996 році Поліні Михайлівні присвоюють два почесних звання: «Народна артистка Казахстану» та «Заслужена артистка України»
Зараз вона живе на дві країни. Вона часто буває на Україні, приїжджає до Віри і Людмили.

## Родина
- Батько — Михайло Сергійович Труш
- Мати — Тетяна Костянтинівна Труш (Марущенко)
- Чоловік — Євген Михайлович Дорохов (одружились в 1969 році, помер в 2007 році). 
  - Син — Валерій Євгенович Дорохов (по батькові) своїх немає.